# Stanghelle

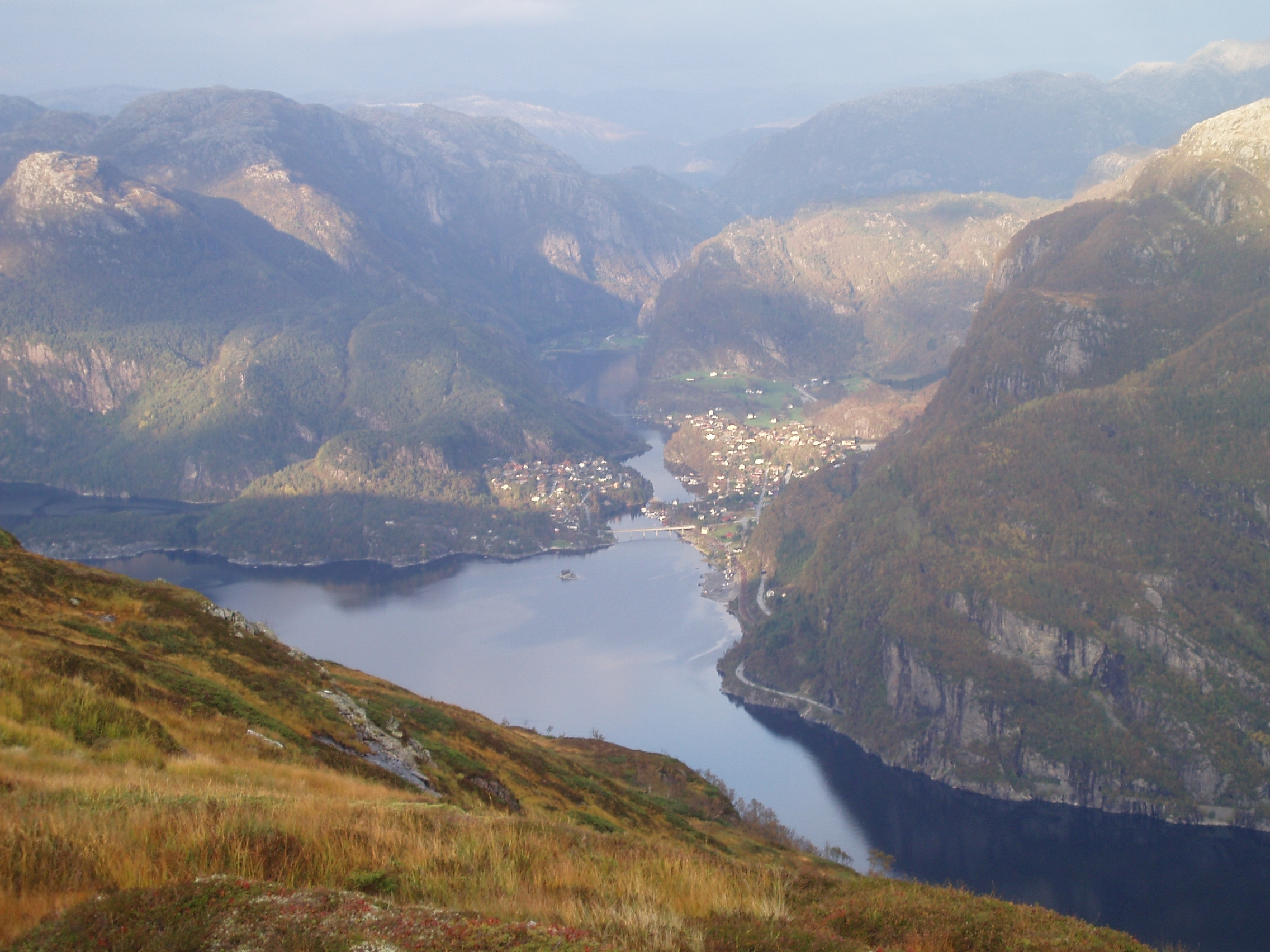
Stanghelle vu depuis Rispingen (Osterøy).

Stanghelle est un village de la municipalité de Vaksdal, dans le comté de Vestland, en Norvège. En 2015, le village compte 768 habitants pour une superficie de 0,4 km2, soit une densité de 1 920 habitants par kilomètre carré.

## Géographie
Stanghelle est situé au bord du Hellestraumen (no), un bras du Veafjord (en), à une altitude de 6 mètres. Bordé par les villages de Fossmark (nn) au sud, Helle (en) au nord-est et Hesjedalen (Osterøy) à l'ouest, Stanghelle se trouve à 7 km au sud-ouest de Dale (en), le centre administratif de la municipalité de Vaksdal.
Le village est constitué de deux secteurs, Stanghelle Est (Stanghelle Aust) et Stanghelle Ouest (Stanghelle Vest), séparés par le Dalevågen (nn) mais reliés par le pont de Vågen.

## Transport
Traversé par la route européenne 16, le village comporte une gare (en) desservie par les lignes de Bergen et de Voss (nn).

## Personnalités liées au village
- Trond Egil Soltvedt (1967–), ancien joueur de football.
- Harald Stanghelle (en) (1956–), rédacteur de presse, a grandi à Stanghelle.